# Dinera nomada
Dinera nomada là một loài ruồi trong họ Tachinidae.